# Rhedinfjord
De Rhedinfjord is een fjord in het Nationaal park Noordoost-Groenland in het oosten van Groenland.

## Geografie
De fjord maakt deel uit van het fjordencomplex van de Koning Oscarfjord. Hij mondt in het noordoosten uit in de Kempefjord, samen met de Dicksonfjord en de Röhssfjord. De fjord is zuidwest-noordoost georiënteerd en heeft een lengte van ongeveer 20 kilometer.
In het noordwesten is de fjord begrensd door het schiereiland Gletscherland en in het zuidoosten door het Lyellland.
Er komen meerdere gletsjers uit op de fjord, waaronder de Wahlenberggletsjer. Deze gletsjer ligt in het verlengde van de fjord.